# Changli
Changli är ett härad som lyder under Qinhuangdaos stad på prefekturnivå i Hebei-provinsen i norra Kina.